# Вулиця Фастівська (Біла Церква)
Вулиця Фастівська  — одна з вулиць у місті Біла Церква.
Бере свій початок від Олександрійського бульвару до вулиці Офіцерської.

## Будівлі
- Медичний центр «Пульс», 2б[1].
- Білоцерківське міське відділення АТ «Брокбізнесбанк», 23[2];
- Управління Пенсійного фонду України у м. Білій Церкві, 23[3];